# Tadeusz Fudakowski
Tadeusz Fudakowski (ur. 10 października 1872 w Dziuńkowie, zm. 13 października 1924 w Warszawie) – polski polityk i cukrownik, poseł na Sejm I kadencji w II RP z ramienia Związku Ludowo-Narodowego.

## Życiorys

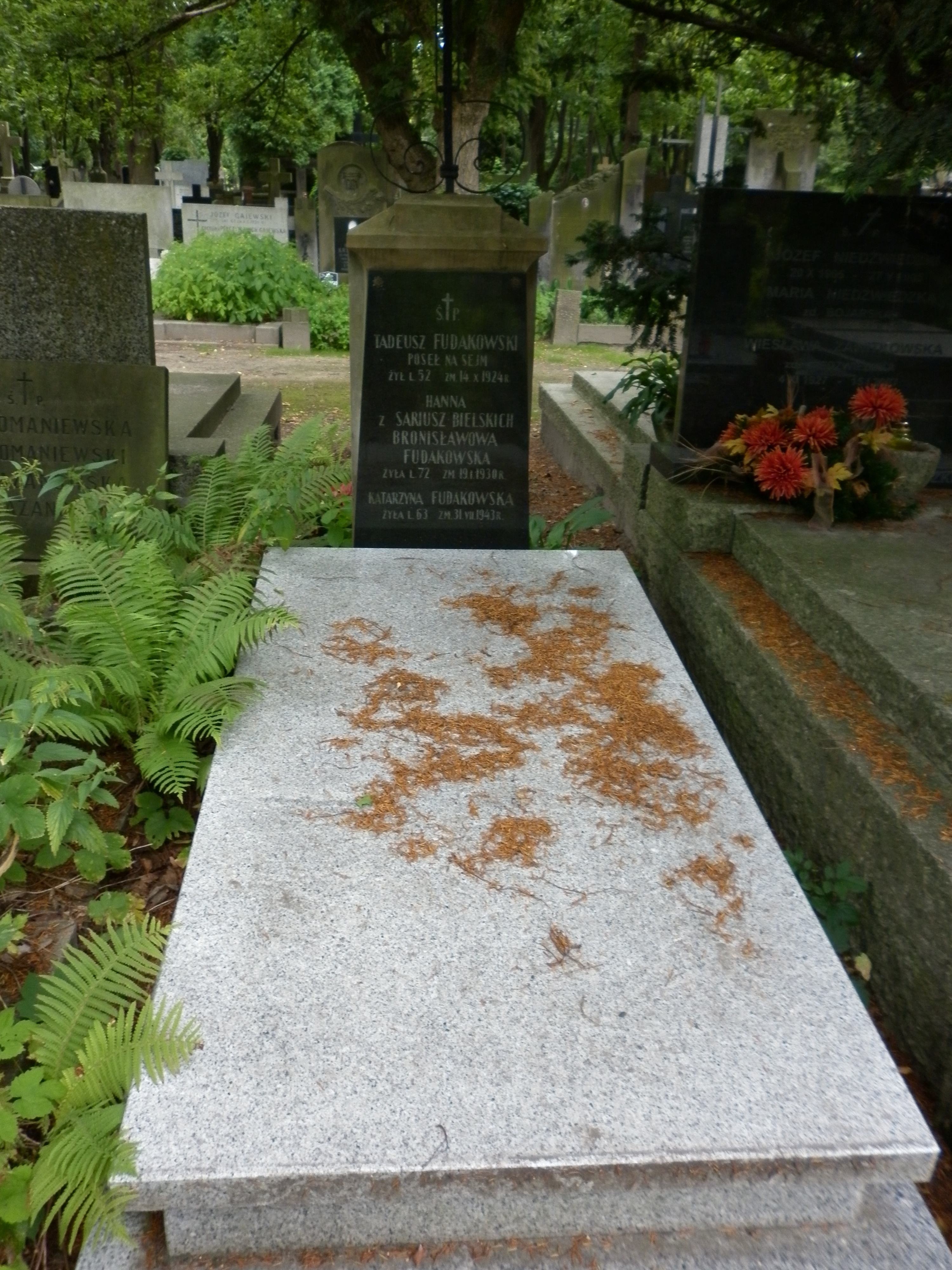
Grób Tadeusza Fudakowskiego na Cmentarzu Powązkowskim

Ukończył gimnazjum w Mitawie i studia prawnicze na uniwersytecie w Kijowie. Po studiach pracował jako sekretarz, a od 1913 prezes Wszechrosyjskiego Związku Cukrowników w Kijowie oraz redaktor wydawanych w tym mieście Wiadomości Przemysłu Cukrowniczego. Publikował również artykuły w Dzienniku Kijowskim. Należał do założycieli Polskiej Macierzy Szkolnej na Rusi i stowarzyszenia „Ogniwo”. Był aresztowany przez bolszewików, ale udało mu się uciec i przez Odessę i Rumunię przedostać do Polski. W 1920 został kierownikiem Wydziału Ekonomiczno-Statystycznego Związku Cukrowników w Warszawie. Był też pełnomocnikiem Związku Cukrowni południowo-wschodnich kresów Polski.
Został wybrany do Sejmu I kadencji RP z listy państwowej Chrześcijańskiego Związku Jedności Narodowej. Był członkiem klubu Związku Ludowo-Narodowego. Pracował w komisjach: komunikacyjnej, rolnej i skarbowej. 
Zmarł w trakcie kadencji. Został zastąpiony przez Bolesława Batora. Jest pochowany na cmentarzu Powązkowskim (kwatera 227-2-17).